# Edward Sorin

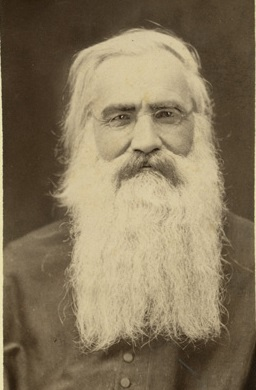
Father Sorin, Universiteit van Notre Dame

Edward Sorin C.S.C. (Ahuillé, 6 februari 1814 - South Bend (Indiana), 31 oktober 1893) was een Frans priester van de Congregatie van het Heilig Kruis, die als missionaris naar de Verenigde Staten trok. Daar stichtte hij de Universiteit van Notre Dame en later de St. Edward's University in Austin (Texas).

## Jeugd
Edouard Frédéric Sorin werd geboren op 6 februari 1814 in Ahuillé, in het departement Mayenne, Frankrijk. Hij was de zevende van negen kinderen en kreeg eerst onderwijs van zijn moeder. Na het beëindigen van een klassieke scholing ging hij naar het bisschoppelijk seminarie in Le Mans en werd bekend om zijn vaardigheden en leefwijze. Een van zijn mede-studenten was de latere kardinaal Langénieux. Na zijn studie aan het seminarie werd hij in 1838 tot priester gewijd.

## Missionaris in Amerika
In die jaren kwamen er regelmatig berichten binnen van missionaire activiteiten en successen in het buitenland, wat andere Franse geestelijken weer motiveerde. Ook Sorin voelde zich tot het missiewerk aangetrokken. Hij besloot zich aan te sluiten bij de Congregatie van het Heilig Kruis, een gemeenschap van priesters, broeders en zusters, opgericht in Le Mans door Basil Moreau. De behoefte aan missionarissen voor de Verenigde Staten, geuit door bisschoppen in dat land, kon niet genegeerd worden door de leiders van religieuze ordes. Sorin werd geselecteerd om een vestiging van de Congregatie op te zetten in een indertijd afgelegen district in de Verenigde Staten, en ging daarom in 1840 in Parijs Engels studeren. In de herfst van 1841 vertrok hij met zes andere priesters naar de Verenigde Staten. Na aankomst in New York reisden ze meteen door naar Indiana.

## Oprichting Universiteit van Notre Dame

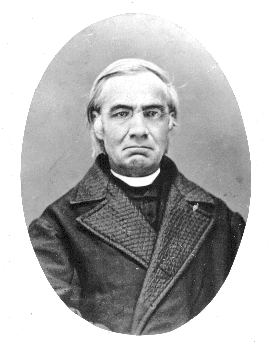
Portret Sorin

Na een kort verblijf in het bisdom Vincennes in Indiana, trok hij met vijf anderen van zijn groep verder naar het noorden. Ze waren uitgenodigd bij bisschop Célestine Hailandière. In november 1842, hij was toen 28, begon Sorin aan de oprichtingswerkzaamheden van Notre Dame. Sorin en zijn mede-broeders kregen van het Aartsbisdom Indianapolis de beschikking over ruim 200 hectare land. Hij noemde zijn net opgerichte school “L’Université de Notre Dame du Lac” (The University of Our Lady of the Lake). Net als zijn voorbeeld Moreau stuurde hij priesters en fraters uit om ook elders in de Verenigde Staten en Canada scholen en parochies te stichten. In januari 1844 werd de University of Notre Dame door de autoriteiten van Indiana erkend.
De aanduiding "Universiteit" was voor de Notre Dame in 1844 en vele jaren daarna, meer een aspiratie dan een feit. Sorin was als persoon eerder een leider en doener dan een academicus of intellectueel. Hij bestuurde de Notre Dame volgens het model van een Franse kostschool, met basisonderwijs, technisch-, voorbereidend hoger- en hoger onderwijs. In de loop der jaren begon hij aanbevelingen van anderen zoals Frater John A. Zahm, over te nemen om het academisch curriculum te verbeteren.

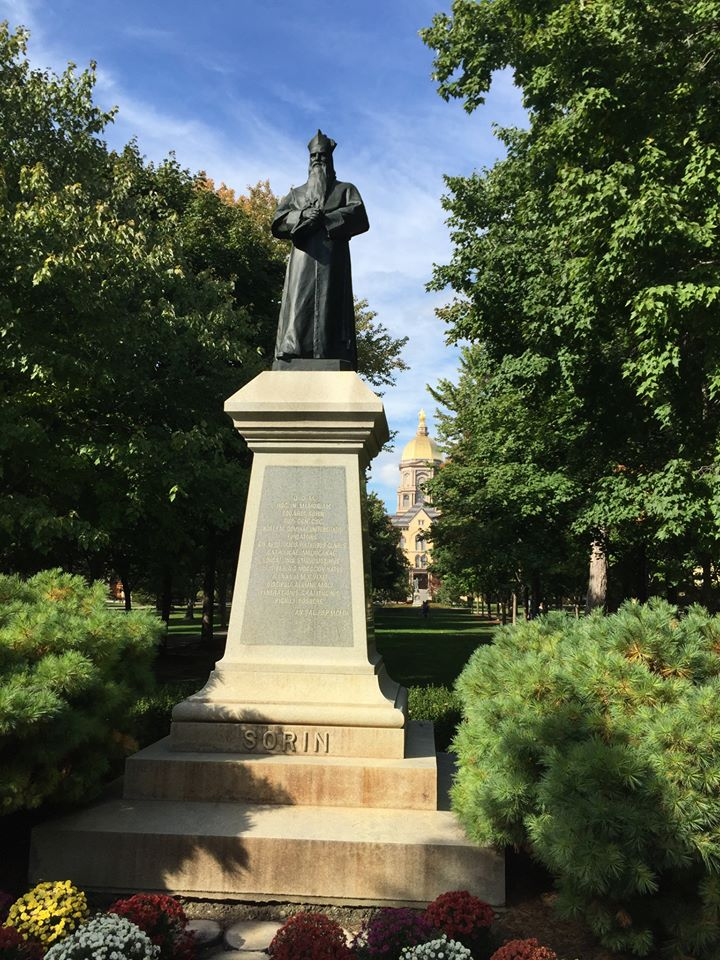
Standbeeld van Sorin op de Campus, University of Notre Dame

De wilskracht van Sorin kwam vooral aan het licht toen in april 1879 een brand het belangrijkste gebouw van de Universiteit verwoestte, waarbij vrijwel alle onderwijsruimtes verloren gingen. De voorzitter van de Universiteit, William Corby, pleitte ervoor dat de Notre Dame weer open ging voor het herfstsemester. Ook Sorin was vastbesloten dat voor elkaar te krijgen en overtuigde de anderen ervan dat het mogelijk was.
Sorin had met het nieuwe gebouw een ambitieus doel voor ogen. Het werd in de zomer van 1879 gebouwd en hij wilde dat het een monument voor het katholicisme werd. In 2019 staat het monumentale gebouw met vergulde koepel er al 140 jaar. Talloze zonen en later ook dochters van Amerikaanse katholieken volgden er hoger onderwijs.

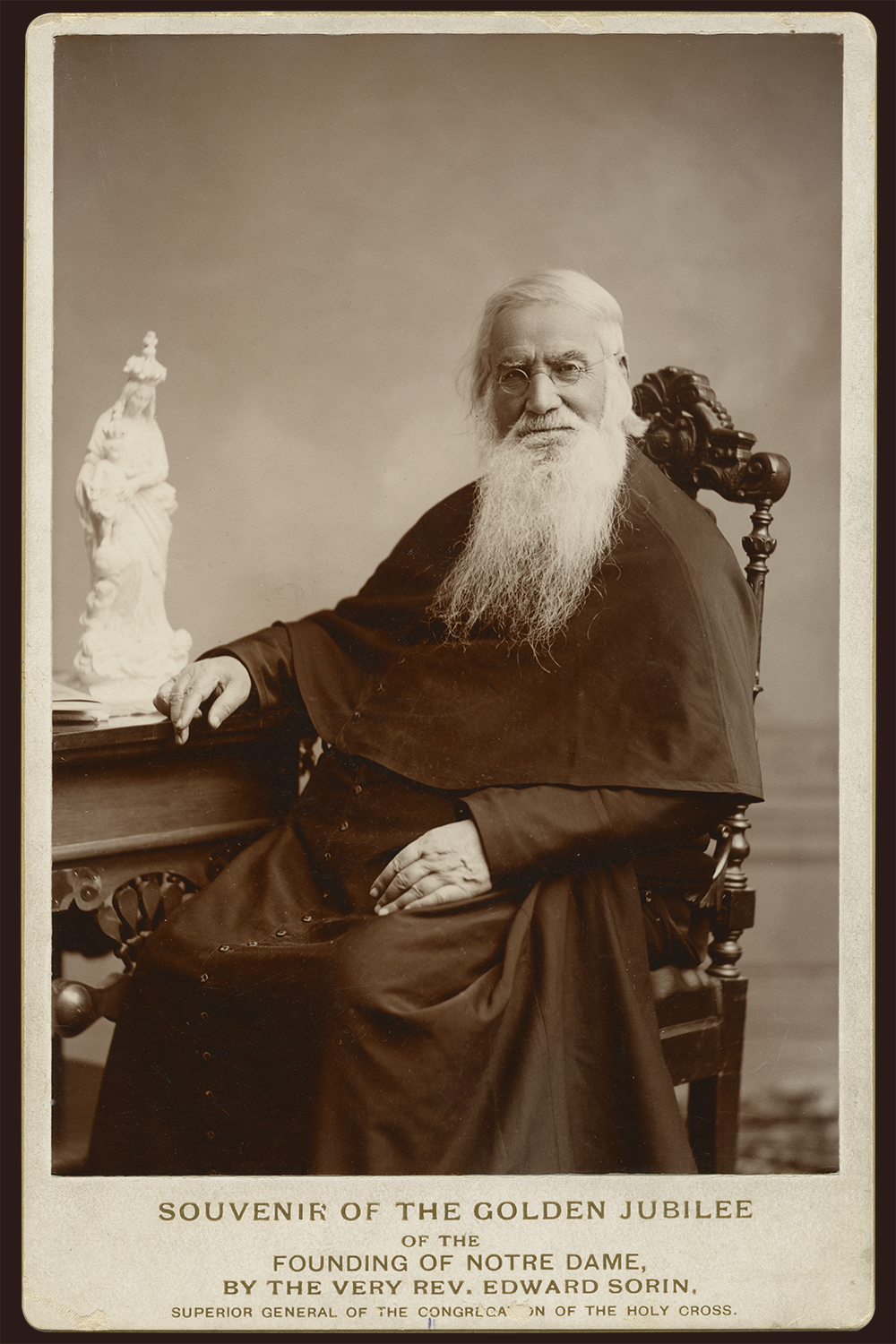
Sorin op oudere leeftijd

De oprichting van de "Zusters van het Heilig Kruis" (Congregation of the Sisters of the Holy Cross) in de Verenigde Staten wordt beschouwd als een van zijn belangrijkste verdiensten. Onder zijn zorg en leiding groeide dit uit van iets kleins tot bloeiende vestigingen in een twaalftal staten. Tijdens de Amerikaanse Burgeroorlog waren ze in staat om bijna 80 ziekenzusters te leveren om gewonde soldaten te verplegen, zowel op transporten als in ziekenhuizen. Priesters van de Congregatie van het Heilig Kruis dienden als aalmoezenier aan het front. Sorin richtte in 1865 ook de Ave Maria Press op, een belangrijke bijdrage aan het Amerikaans katholicisme.

## Latere jaren
Sorin werd in 1868 gekozen tot Generaal-overste van de orde en bleef dat de rest van zijn leven. Gedurende zijn ambtstermijn maakte hij ongeveer 50 keer de reis over de Atlantische Oceaan om kwesties van de congregatie te regelen in Frankrijk en Rome. Hij werd uitgenodigd om de Plenaire Raad van Amerikaanse bisschoppen in Baltimore, 1884, bij te wonen. Kardinaal Gibbons, twee andere aartsbisschoppen en 12 bisschoppen woonden het gouden jubileum van zijn priesterwijding in 1888 bij. Ter erkenning van zijn educatieve werk kende de Franse overheid hem een onderscheiding toe (1888). Kort hierna kreeg Sorin te maken met een lange periode van mentaal en fysiek ongemak. Ten slotte overleed hij aan nefritis in de Universiteit van Notre Dame aan de vooravond van Allerheiligen, 31 oktober 1893.

## Oprichting St. Edward's Universiteit
Sorin richtte ook de St. Edward's Universiteit in Austin in Texas op. Bisschop Claude Marie Dubuis van het aartsbisdom Galveston-Houston vernam van Mrs. Mary Doyle's voornemen om haar grote boerderij in Zuid-Austin aan de kerk na te laten. De bedoeling was dat er een onderwijsinstelling gevestigd zou worden en Dubuis nodigde Sorin in 1872 uit naar Texas, wat deze aannam. Na het overlijden van Mrs. Doyle een jaar later, richtte hij de katholieke school "St. Edward's Academy" op ter ere van zijn patroonheilige, Eduard de Belijder. In het eerste jaar, 1878, bestond de studentenpopulatie uit drie boerenjongens. Het onderwijs vond plaats in een geïmproviseerd gebouwtje op de boerderij. In 1885 mocht het zich een college noemen. Sorin Hall en de Sorin-eik — de grootste eik in Austin — zijn naar hem genoemd.